# 贾玉梅
贾玉梅（1963年7月—），女，山东即墨人。中华人民共和国政治人物。1984年7月参加工作，1983年11月加入中国共产党，吉林大学人口资源与环境经济学专业在职研究生毕业，经济学博士。中国共产党第十九届中央委员会候补委员。

## 简历
曾任鸡西市滴道区化工厂副厂长、厂长，鸡西市化工二厂副厂长，共青团黑龙江省鸡西市委副书记、书记，城子河区委副书记，黑龙江省石油化学工业厅副厅长，鹤岗市副市长。2004年4月，任中共鹤岗市委副书记。2004年10月，任黑龙江省中小企业局局长、党组书记。2009年6月，任黑龙江省人口和计划生育委员会主任。2013年8月，任黑龙江省工商行政管理局局长。2014年9月，任中共大兴安岭地委副书记、地区行署专员、林管局局长。2015年7月，任中共大兴安岭地委书记。2017年5月，任中共黑龙江省委常委，次月任省政府党组副书记、副省长。2019年2月，出任省委宣传部部长。
2022年1月，当选为黑龙江省人大常委会副主任。同年5月，不再担任中共黑龙江省委常委、宣传部部长，并当选为黑龙江省总工会主席。2023年1月，连任黑龙江省人大常委会副主任。